# Salem (Illinois)
Salem [ˈseɪləm] ist eine Stadt und Verwaltungssitz des Marion County im Süden des US-amerikanischen Bundesstaates Illinois. Das U.S. Census Bureau hat bei der Volkszählung 2020 eine Einwohnerzahl von 7.282 ermittelt.

## Geografie
Salem liegt auf 38°37'42" Nord, 88°56'53" West (38,628195, −88,948168). Nach dem United States Census Bureau beträgt die Fläche der Stadt 16,2 km². 15,8 km² davon sind Land und 0,4 km² Wasser. Der Anteil des Wassers beträgt insgesamt 2,56 %.

## Bevölkerung
Im Jahr 2000 wurden 7909 Menschen, 3249 Haushalte und 2082 Familien in Salem gezählt. Die Bevölkerungsdichte beträgt 500,6/km².

## Besonderheiten
In Salem wurde die G. I. Bill of Rights entworfen, bevor sie 1944 von Präsident Franklin Delano Roosevelt als Gesetz unterzeichnet wurde. Gerüchteweise wurde außerdem 1931 in Max Crosset's Cafe das Rezept für Miracle Whip als Max Crossett's X-tra Fine Salad Dressing entwickelt.

## Söhne und Töchter der Stadt
- William Jennings Bryan (1860–1925), Politiker, Außenminister
- Charles W. Bryan (1867–1945), Politiker; Gouverneur von Nebraska
- Clifford Coffin (1913–1972), Fotograf
- Bill Laswell (* 1955), Bassist, Komponist, Arrangeur und Produzent